# Marilyn Knowlden
Marilyn Knowlden (nacida el 12 de mayo de 1926) es una antigua actriz infantil estadounidense. Comenzó a aparecer en películas de Hollywood en 1931, cuando tenía cuatro años. Se estableció como actriz independiente y trabajó con frecuencia en diferentes estudios cinematográficos importantes a lo largo de la década, formando parte del reparto de películas como Imitation of Life, Les Misérables, y Angels with Dirty Faces. Trabajó con estrellas como Katharine Hepburn, James Cagney y Claudette Colbert. En total, seis de las películas en las que actuó fueron nominadas al Óscar a la mejor película, todas ellas en un periodo de siete años.
Al llegar a la edad adulta se retiró de la actuación cinematográfica, pero participó activamente en producciones teatrales locales como dramaturga y compositora. Se la considera una de las últimas actrices supervivientes de la década de 1930, los años dorados de Hollywood.

## Primeros años
Marilyn Knowlden nació el 12 de mayo de 1926 en Oakland, California. Sus padres eran Robert E. Knowlden Jr. (1896-1972), un abogado nacido en Utah (y más tarde su agente), y Bertha McKenzie. Se casaron el 23 de diciembre de 1921. Fue hija única. Cuando tenía casi tres años, a principios de 1929, se presentó a un concurso de belleza para bebés y fue coronada ganadora. Comenzó a tomar clases de baile a los tres años. Uno de sus profesores vio muy pronto su potencial para la farándula y estaba convencido de que triunfaría en la industria. Entre otros, fue tutelada por el bailarín de ballet, coreógrafo y actor de origen ruso Theodore Kosloff.

## Carrera en Hollywood (1931–1944)
En 1931, el padre de Knowlden le consiguió una prueba de pantalla para la película de Paramount Pictures Women Love Once, mientras toda la familia estaba de visita en Hollywood por motivos relacionados con el trabajo de Robert. Había llamado a Fred Datig, director de casting de Paramount. A pesar de su corta edad, Knowlden se las arregló sin problemas para interpretar un papel con muchas líneas. Debido a las leyes sobre el trabajo infantil de la época, la familia tuvo que pedir permiso para que Knowlden pudiera trabajar. Ese día sobrevivieron a un accidente de tráfico. Bertha tuvo que ser hospitalizada por lesiones en la clavícula y una costilla. Marilyn sólo sufrió heridas leves y recibió ayuda de la actriz Dolores Costello, que presenció el suceso. Como promoción de la película, actuó en los cines justo antes de que empezara. Su debut fue recibido con elogios por varios periódicos de la época.
Knowlden trabajó ininterrumpidamente en películas, muchas de ellas de alto presupuesto, a lo largo de la década de 1930. A menudo fue elegida para interpretar a la hija de los protagonistas o a la protagonista de su infancia. Parecerse a una versión más joven de la actriz protagonista era a menudo una de las principales razones por las que la elegían para un papel determinado. A diferencia de la mayoría de los actores, tanto niños como adultos, durante la época del sistema de estudios, nunca fue contratada por un estudio en particular. Aparte de un periodo temporal durante el rodaje de Marie Antoinette, en el que estudió en Little Red Schoolhouse de Metro-Goldwyn-Mayer, fue a la escuela pública en lugar de a las escuelas para niños actores de Hollywood. Apareció en la película de Greta Garbo y Clark Gable Susan Lenox (Her Fall and Rise) de 1931, pero sus escenas se eliminaron en el montaje final. En 1933, Knowlden tuvo un papel no acreditado como la joven Flora en el drama pre-code Little Women, protagonizado por Katharine Hepburn, que fue nominado al Óscar a la mejor película en la 6.ª edición de los Premios Óscar en 1934.
En 1934, Knowlden era considerada una de las pocas niñas actrices que se habían establecido en una industria competitiva. Fue una de las tres actrices que interpretaron a Jessie Pullman (a la edad de ocho años) en la película de 1934 de Universal Pictures Imitation of Life. Más de 100 niños se habían presentado a la audición para el papel que finalmente obtuvo ella. La película, basada en la novela del mismo nombre de Fannie Hurst de 1933, trataba el tema del passing (un tema que volvería a explorarse en una película en la que apareció un par de años después, Show Boat). Interpretó a la hija del personaje de Claudette Colbert cuando era niña. Fue nominada al Oscar a la mejor película en la 7.ª edición de los Premios Óscar del año siguiente. En 2005, la película fue seleccionada para su conservación en el National Film Registry de Estados Unidos por ser considerada "cultural, histórica o estéticamente significativa".

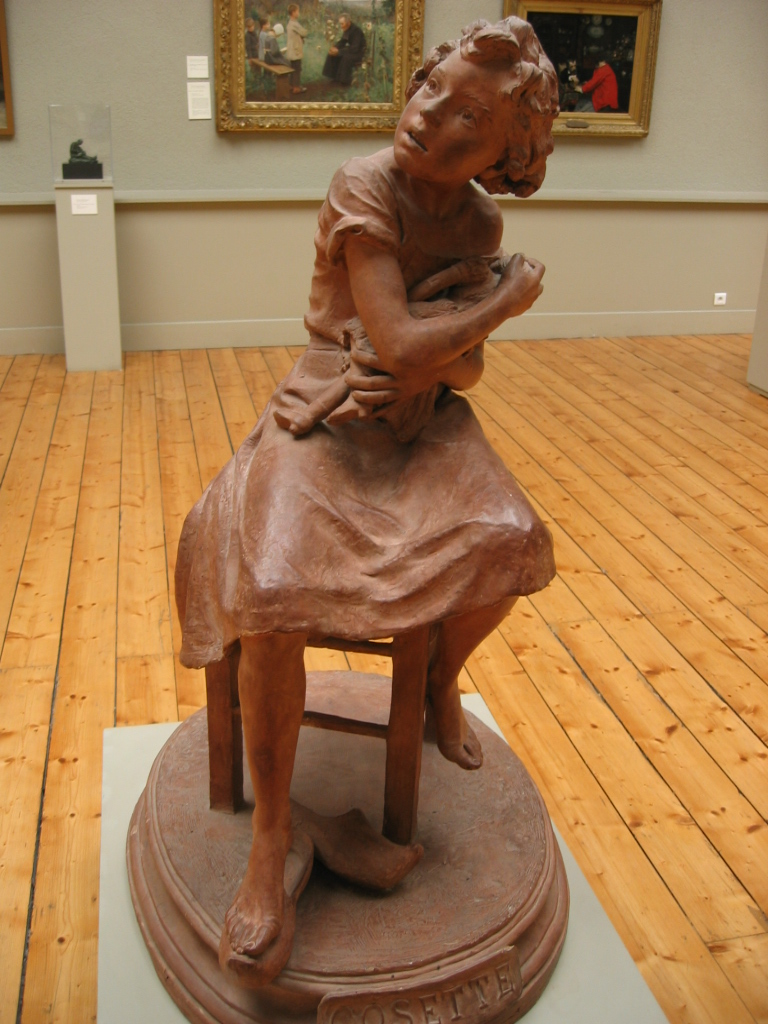
Knowlden interpretando a Cosette en Les Misérables (1935)

Knowlden apareció en dos películas nominadas al Óscar a la mejor película al año siguiente, David Copperfield y Les Misérables. David Copperfield se basó en la novela de Charles Dickens de 1850, fue dirigida por George Cukor y estrenada por MGM. Fue el debut de Freddie Bartholomew en Hollywood. De niña, interpretó a Agnes Wickfield, la hermana adoptiva de David. A pesar de que ambos formaron parte del reparto de la misma película, nunca coincidió con el actor cómico W.C. Fields en el rodaje. En una escena se puede oír cómo toca el piano. Les Misérables, dirigida por Richard Boleslawski, se basó en la novela del mismo nombre de 1862 del escritor francés Victor Hugo. Tras haber interpretado al mismo personaje en Imitation of Life, Knowlden y Rochelle Hudson volvieron a hacerlo en Les Misérables al encarnar a Cosette en distintos momentos de la película. El rostro de Knowlden puede verse en la mayoría de las carátulas de DVD de la película, protagonizada por Fredric March y Charles Laughton. Su interpretación fue calificada de "memorable" y "excelente" por varios periódicos. Más tarde, ese mismo año, formaría parte del reparto de otra de las películas de Boleslawski, Metropolitan.
Knowlden tuvo un pequeño papel como Florence Udney en la película de drama histórico épico de 1936 Anthony Adverse, de nuevo con Fredric March como protagonista y Olivia de Havilland como actriz principal. Fue nominada a la mejor película en la 9.ª edición de los Premios Óscar del año siguiente. Formó parte del reparto de Rainbow on the River (1936), protagonizada por Bobby Breen, una de las pocas películas infantiles en las que Knowlden apareció. Un crítico del Detroit Free Press alabó su interpretación de Lucille Layton y la calificó de "pequeña gran actriz". En la película dramática histórica de 1938 Marie Antoinette interpretó a la princesa María Teresa de Francia, hija del personaje principal, interpretado por Norma Shearer. También interpretó de niña a Laurie Martin, el interés amoroso del personaje de James Cagney, en Angels with Dirty Faces ese mismo año.
Knowlden fue considerada para el papel de Carreen O'Hara, la hermana menor de Scarlett O'Hara, en Gone with the Wind, que finalmente recayó en la actriz Ann Rutherford, más veterana. Hacia el final de su carrera cinematográfica, apareció en All This, and Heaven Too (1940), con Bette Davis y Charles Boyer. Interpretó a Marianna van Horn, una de las alumnas de la escuela. Esta fue la sexta vez que participó en una película que llegó a ser nominada a la Mejor película por los Premios Óscar.
La última película en la que apareció fue The Way of All Flesh en 1940.

## Vida posterior
Knowlden estudió en la Escuela Secundaria de Beverly Hills. Se retiró del cine en 1944 para concentrarse en sus estudios y en desarrollar sus dotes musicales y dramáticas. Estudiaba música y arte dramático en la universidad privada de artes liberales y ciencias Mills College, en California, cuando conoció a Richard Goates, capitán del ejército durante la Segunda Guerra Mundial, y se casó con él el 30 de julio de 1946 en la All Saints Episcopal Church de San Leandro, Knowlden se había conocido tres años antes. Acompañó a su marido en su misión en China y Japón, y se convirtió en locutora de la Armed Forces Radio Station de Estados Unidos en Nankín, que les ofrecía mejor alojamiento que los barracones. El indicativo de su emisora era XMAG. También estuvieron destinados en Yokohama y Shanghaí. Al dejar el ejército y regresar a Estados Unidos, Richard se matriculó en la Universidad Stanford, mientras Marilyn le ayudaba en los estudios. Se licenció en Empresariales, pero no antes de tener a su primera hija, Carolyn. Después obtuvo su MBA, y tuvieron dos hijos más, Brian y Kevin, además de un hijo de acogida. Volvió al Mills College como estudiante a los 50 años. Más tarde se divorció de Richard y se casó con Eliseo Busnardo.
Durante la mayor parte de su vida posterior a Hollywood, Knowlden se dedicó a la música, la composición y la dramaturgia, y fue autora de varias canciones y obras musicales. A menudo colaboró con Richard en estos proyectos. Por ejemplo, en 1962 escribieron un musical local titulado Never Put Off Until Tomorrow en asociación con la iglesia de Jesucristo de los Santos de los Últimos Días. Richard dirigía entonces una empresa de transportes. Se trasladó a Fallbrook en 1983. Entonces, a los 69 años, tuvo un papel protagonista en una producción teatral local de My Fair Lady y siguió interpretando diversos papeles. Cinecon le concedió un premio a toda su carrera en el Cinecon Classic Movies Festival en septiembre de 2010. que le fue entregado por la actriz Marsha Hunt, con quien había aparecido en la película de 1936 Easy to Take. En 2011, publicó una autobiografía escrita por ella, Little Girl in Big Pictures, en la que describía sus experiencias como actriz infantil durante los años dorados de Hollywood y contaba "el resto de la historia" sobre su vida. Tiene buenos recuerdos de su época en Hollywood, y siempre contó con el apoyo de sus padres. Vive en una residencia de ancianos en California. En 2015, se dijo que era una de las pocas personas que seguían vivas y que trabajaban en Hollywood en la década de 1930.

## Filmografía
| Año     | Título                   | Papel                                     | Estudio               | Director                       |
| ------- | ------------------------ | ----------------------------------------- | --------------------- | ------------------------------ |
| 1931    | Women Love Once          | Janet Fields                              | Paramount             | Edward Goodman                 |
| 1931    | The Cisco Kid            | Annie                                     | Fox Film Corp.        | Irving Cummings                |
| 1931    | Husband's Holiday        | Anne Boyd                                 | Paramount             | Robert Milton                  |
| 1931    | Wicked                   | Chica                                     | Fox Film              | Allan Dwan                     |
| 1931    | Once a Lady              | Niña                                      | Paramount             | Guthrie McClintic              |
| 1932    | The Conquerors           | Frances Standish                          | RKO                   | William Wellman                |
| 1932    | Call Her Savage          | Ruth (de niña)                            | Fox Film              | John Francis Dillon (director) |
| 1933    | The Mind Reader          | Little girl                               | Warner Bros.          | Roy Del Ruth                   |
| 1933    | Little Women             | compañera de clase de Amy (sin acreditar) | RKO                   | George Cukor                   |
| 1933    | The World Changes        | Selma (de niña)                           | Warner Bros.          | Mervyn LeRoy                   |
| 1934    | Imitation of Life        | Jessie Pullman (a los 8 años)             | Universal             | John M. Stahl                  |
| 1934    | As the Earth Turns       | Esther                                    | Warner Bros.          | Alfred E. Green                |
| 1935    | David Copperfield        | Agnes                                     | MGM                   | George Cukor                   |
| 1935    | Les Misérables           | Little Cosette                            | 20th Century Pictures | Richard Boleslawski            |
| 1935    | Condemned to Live        | Maria, la chica joven                     | Invincible Pictures   | Frank R. Strayer               |
| 1935    | Metropolitan             | Niña en salón de té                       | 20th Century Fox      | Richard Boleslawski            |
| 1936    | Show Boat                | Kim (de niña)                             | Universal             | James Whale                    |
| 1936    | Anthony Adverse          | Florence Udney                            | Warner Bros.          | Mervyn LeRoy                   |
| 1936    | A Woman Rebels           | Flora at age 9                            | RKO                   | Mark Sandrich                  |
| 1936    | Easy to Take             | Gwen Ferry                                | Paramount             | Glenn Tryon                    |
| 1936    | Rainbow on the River     | Lucille Layton                            | RKO                   | Kurt Neumann & George Sherman  |
| 1937    | Slave Ship               | Bautizada en el lanzamiento               | 20th Century Fox      | Tay Garnett                    |
| 1938    | Marie Antoinette         | Princesa Teresa                           | MGM                   | W. S. Van Dyke                 |
| 1938    | Barefoot Boy             | Julia Blaine                              | Monogram              | Karl Brown                     |
| 1938    | Just Around the Corner   | Gwendolyn                                 | 20th Century Fox      | Irving Cummings                |
| 1938    | Angels with Dirty Faces  | Laury (de niña)                           | Warner Bros.          | Michael Curtiz                 |
| 1939    | Hidden Power             | Imogene                                   | Columbia              | Lewis D. Collins               |
| 1940    | The Way of All Flesh     | Julie Kriza                               | Paramount             | Louis King                     |
| 1940    | All This, and Heaven Too | Marianna van Horn                         | Warner Bros.          | Anatole Litvak                 |
| Fuente: |                          |                                           |                       |                                |